# 伊通州
伊通州，清朝时设置的州。
光绪八年（1882年）置，治所在今吉林省伊通满族自治县。属吉林府。宣统元年（1909年）升为伊通直隶州。次年降为散州，隶西南路道。1913年降为伊通县。 